# Bob Tostes
Bob Tostes é cantor, compositor e produtor da Rádio Guarani FM.
Em 1969, foi líder do grupo mineiro do movimento Musicanossa, fundado no Rio de Janeiro pelo compositor Roberto Menescal. No mesmo ano foi finalista na fase mineira do IV Festival Internacional da Canção,com as composições "Caminhada" (parceria com Roberto Guimarães) e "Noite mais linda" (parceria com Bebeth Farah). Nos anos 70, dirigiu e produziu o FEC - Festival Estudantil da Canção, que contou com a participação dos então iniciantes Lô Borges, Beto Guedes, Flávio Venturini, Toninho Horta, Túlio Mourão, Tavinho Moura e Ivan Lins. O festival revelou a música Clube da Esquina. Bob Tostes formou-se em Direito pela UFMG em 1971 e ingressou a seguir no curso de comunicação da PUC.
Na década de 70 compôs trilhas sonoras para peças infantis montadas pelo teatro de equipe, incluindo "O Cavalinho Azul" de Maria Clara Machado e o "Casaco Encantado" que foram dirigidas por Priscila Freire. Assinou coluna musical nos jornais Diário da Tarde e Diário do Comércio em 1960, 1970 e 1980. Nos anos 90 publicou ensaios no caderno "Pensar" do jornal Estado de Minas.
Bob Tostes foi produtor da Rádio Inconfidência FM na inauguração da programação "Brasileiríssima", em 1979 e 1980. Retornou à emissora em 1996 para a produção de programas diários sobre cinema e MPB onde permaneceu até 1998.Em 1999 ele transferiu-se para a Rádio Guarani FM para participar da reformulação da programação e produção de especiais. Desde 1996 dirige o coral infantil da Escola Santo Tomás de Aquino em Belo Horizonte.
Atuou em shows com Suzana Tostes, Juarez Moreira, Renato Motha, Patrícia Lobato, Délio Cardoso, Marilton Borges, Roberto Menescal, Antonio Adolfo, Nara Leão, Célio Balona, Jane Duboc, Talita Babl, Patty Asher, Titi Walter, Roberto Guimarães, Pacífico Mascarenhas, Christiano Caldas, Pingo Ballona, Milton Ramos e Cléber Alves, entre outros.
Em 2002 lançou o álbum "Sessão Dupla - Novas Bossas" com Suzana Tostes e com a participação de convidados especiais. Em 2006 aceitou o convite de Roberto Menescal e gravou o CD "Sinatra in Bossa" para ser lançado no mercado japonês.
Em 2011 iniciou uma parceria com o músico Marcelo Gaz lançando os cds "Horizonte" e "Suspense".
Em 2015 gravou o cd "CinemaSongs", com standards de jazz do cinema, e produziu "Chet in Bossa", com Marcelo Gaz. Ambos foram lançados no exterior.